# Ernie Ball Incorporation
Die Ernie Ball Incorporation ist ein US-amerikanischer Gitarren- und Saitenhersteller.
Ursprünglich 1958 von Ernie Ball in Tarzana, Kalifornien gegründet, entwickelte sich das Unternehmen von einem kleinen Musikladen zu einem der weltweit bekanntesten Hersteller von Saiten für E-Gitarren und E-Bässen. Der Firmensitz ist heute in San Luis Obispo, Kalifornien. 1980 kaufte das Unternehmen den Instrumentenhersteller Music Man.
Heutzutage produziert die Ernie Ball Inc. die folgenden Saiten für E-Gitarren: Super Slinky, Extra Slinky, Regular Slinky, Power Slinky und Hybrid Slinky. Ernie-Ball-Saiten sind auch speziell für Akustikgitarren erhältlich. Das Unternehmen stellt zudem noch Saiten für E-Bässe und Plektra her. 2005 wurden zwei neue Arten von Saiten auf den Markt gebracht: Eine Serie für Dropped-D; dazu gehört Beefy Slinky und Not Even Slinky; die zweite Serie war eine alte Rock 'n' Roll-Serie, die wieder neu produziert wurde. Dazu gehört zum Beispiel Super Slinky Rock 'n' Roll Classics, die aufgrund einer Nickelwickelung statt Stahl einen wärmeren Sound ergeben.

## Künstler und Bands, die Ernie Ball-Saiten verwenden (Auswahl)
Steve Vai, Rise Against, Nickelback, Eric Clapton, Ron Wood, Steve Lukather, Steve Morse, Jimmy Page, Angus Young, blink-182, Angels & Airwaves, Plus44, Eagles, Evanescence, Green Day, Guns N’ Roses, Iron Maiden, Less Than Jake, Maroon 5, matchbox twenty, Metallica, MxPx, NOFX, Phantom Planet, Slipknot, Social Distortion, System of a Down, The Used, Linkin Park.